# Přírodovědný klokan
Přírodovědný klokan je soutěž složená z  matematiky, chemie, fyziky a zeměpisu. Soutěž vznikla v roce 2006. Jejím autorem je Přírodovědecká fakulta Univerzity Palackého v Olomouci, která ji pořádá každý rok společně s Pedagogickou fakultou UP.

## Průběh soutěže
Průběh soutěže téměř stejný, jako u Matematického klokana, jediný rozdíl je v tom, že jsou jen 2 kategorie a na řešení je stanoven limit 40 minut.

## Kategorie
1. Kadet (8. - 9. ročník ZŠ a odpovídající ročníky víceletých gymnázií)
2. Junior (1. - 2. ročník SŠ)

## Vyhodnocování
Každému soutěžícímu je test vyhodnocen na škole, odkud se pak výsledky odešlou krajskému důvěrníkovi, který následně tyto výsledky odešle do centra v Olomouci. Tam proběhne vyhodnocení nejlepších řešitelů z České republiky. Kromě toho je vyhodnoceno i pořadí za jednotlivé okresy a kraje.